# Christian Muselet
Christian Muselet, né le 18 avril 1952 au Portel, est un coureur cycliste professionnel français.

## Biographie
Fin 1980, n'ayant pas trouvé d'équipe, il cesse sa carrière professionnelle et redevient amateur.

## Palmarès
- 1971
  - Paris-Magny
- 1972
  - 3e de Paris-Blancafort
- 1973
  - 3e du championnat de France du contre-la-montre par équipes
- 1974
  - Souvenir Daniel-Fix
- 1975
  - 3e étape du Tour Nivernais Morvan
  - 2e de Paris-Vailly
- 1976
  - Paris-Vierzon
  - 2e de Paris-Bagnoles-de-l'Orne
  - 3e du Grand Prix de France
  - 3e de la Palme d'or Merlin-Plage
- 1977
  - 3e de la Ruddervoorde Koerse
- 1978
  - 1rea étape de la Semaine catalane (contre-la-montre par équipes)
- 1979
  - Circuit de la Sarthe :
    - Classement général
    - 3e étape

  - 2e de Nice-Alassio
  - 2e du Grand Prix d'Isbergues
- 1980
  - Grand Prix de Plumelec-Morbihan
- 1981
  - 3e du Grand Prix de Monpazier

## Résultats sur les grands tours

### Tour de France
1 participation
- 1978 : 53e

## Palmarès sur piste
- 1975 
  - 2e du championnat de France de poursuite par équipes amateurs
- 1976
  - 3e du championnat de France de poursuite amateurs
- 1977
  - 2e du championnat de France de poursuite professionnelle